# Lijst van burgemeesters van Ellewoutsdijk
Dit is een lijst van burgemeesters van de voormalige Nederlandse gemeente Ellewoutsdijk tot die gemeente in 1970 opging in de gemeente Borsele.
| Ambtsperiode | Naam burgemeester                                            | Partij of stroming | Bijzonderheden                                                                                              |
| ------------ | ------------------------------------------------------------ | ------------------ | --- |
| 18?? - 1848  | Johannes (J.) Prumers                                        |                    | |
| 1850 - 1853  | J.F. Prumers                                                 |                    | |
| 1853 - 1867  | M. Nijsse                                                    |                    | tevens burgemeester van Driewegen (1840-1867)                                                               |
| 1867 - 1874  | C. de Fouw                                                   |                    | tevens burgemeester van Nisse (1853-1874), Ovezande (1853-1874) en Driewegen (1867-1874)                    |
| 1874 - 1882  | H.A. Hagen                                                   |                    | |
| 1882 - 1885  | A. Fontein                                                   |                    | later burgemeester van Wolphaartsdijk                                                                       |
| 1885 - 1925  | E.A. van der Bent                                            |                    | |
| 1925 - 1931  | Johannes Jansen Eyken Sluyters                               |                    | later burgemeester van Diepenheim                                                                           |
| 1931 - 1941  | P.M. Smallegange                                             | NSB                | later burgemeester van Axel                                                                                 |
| 1942 - 1945? | Gerrit Adriaan Bax                                           | ARP                | waarnemend, tevens burgemeester van Borssele (1936-1951), later burgemeester van Hendrik-Ido-Ambacht        |
| 1946 - 1955  | David (D.) Thomassen à Thuessink van der Hoop van Slochteren | CHU                | tevens burgemeester van Driewegen, later burgemeester van Bennebroek                                        |
| 1956 - 1970  | Dimmen (D.) Lodder                                           | CHU                | tevens burgemeester van Driewegen (1956-1970) en Borssele (1966-1970), later burgemeester van 's-Gravendeel |